# Chocieszów
Chocieszów (deutsch: Stolzenau) ist ein Ort in der Stadt- und Landgemeinde Szczytna im Powiat Kłodzki der Woiwodschaft Niederschlesien in Polen. Es liegt neun Kilometer nordöstlich von Duszniki-Zdrój (Bad Reinerz).

## Geographie
Chocieszów liegt am östlichen Fuße des Heuscheuergebirges. Nachbarorte sind Wambierzyce (Albendorf) und Raszków (Seifersdorf) im Norden, Suszyna (Dürrkunzendorf) und Kopanka (Agnesfeld) im Nordosten, Niwa (Reichenau) im Osten, Wolany (Wallisfurth) und Polanica Górna (Neuheide) im Südosten, Borek (Walddorf) im Süden und Studzienna (Kaltenbrunn) im Westen. Nördlich liegt der 435 m hohe Hopfenberg (polnisch Bogatka).

## Geschichte
In einer Urkunde aus dem Jahre 1538 wurde der Ort als „Waitmannsdorf“ bezeichnet. 1583 wurde es nach dem damaligen Besitzer Mathes von Stolz in Stolzenau umbenannt. Es gehörte von Anfang zur Grafschaft Glatz, mit der es die Geschichte seiner politischen und kirchlichen Zugehörigkeit von Anfang an teilte. Die zuständige Pfarrkirche war in Reichenau. Durch seine Zugehörigkeit zur Herrschaft Oberwallisfurth waren die Besitzer bzw. Besitzverhältnisse von Stolzenau mit den dortigen identisch.
Nach dem Ersten Schlesischen Krieg 1742 und endgültig nach dem Hubertusburger Frieden 1763 kam Stolzenau zusammen mit der Grafschaft Glatz an Preußen. Für das Jahr 1796 sind nachgewiesen: eine Wassermühle, acht Bauern sowie 48 Gärtner und Häusler.
Nach der Neugliederung Preußens gehörte Stolzenau seit 1815 zur Provinz Schlesien und war ab 1816 dem Landkreis Glatz eingegliedert, mit dem es bis 1945 verbunden blieb. Seit 1874 gehörte die Landgemeinde Stolzenau zusammen mit den  Landgemeinden Agnesfeld und Wallisfurth sowie den Gutsbezirken Stolzenau I, Stolzenau II, Wallisfurth und Werderhof zum Amtsbezirk Wallisfurth. Durch seine Lage in den Ausläufern des Heuscheuergebirges entwickelte sich der Ort ab Anfang des 20. Jahrhunderts zu einem beliebten Ausflugsziel. 1939 wurden 765 Einwohner gezählt. Als Folge des Zweiten Weltkriegs fiel Stolzenau 1945 wie ganz Schlesien an Polen und wurde in Chocieszów umbenannt. Die deutsche Bevölkerung wurde vertrieben. Die neu angesiedelten Bewohner waren teilweise Zwangsumgesiedelte aus Ostpolen, das an die Sowjetunion gefallen war. Die Zahl der Einwohner ging deutlich zurück und betrug in den 1980er Jahren etwa 280. 1975–1998 gehörte Chocieszów zur Woiwodschaft Wałbrzych (Waldenburg).

## Kaltenbrunn / Studzienna
Kaltenbrunn wurde erstmals 1571 schriftlich erwähnt und gehörte zur Pfarrei Albendorf. Es bestand aus wenigen Häusern und drei Anteilen, die zu den Herrschaften Albendorf, Oberwallisfurth und Pischkowitz gehörten. Zusammen mit dem nicht mehr existierenden Ort Rolling gehörte es zur Landgemeinde Stolzenau. 1939 wurden 225 Einwohner gezählt. 1945 wurde es in Studzienna umbenannt. In den 1980er Jahren betrug die Einwohnerzahl 26.

## Sehenswürdigkeiten
- Schulgebäude mit Mansardenwalmdach und Dachreitertürmchen
- Mehrere Bildstöcke